# Triplex acies
A Triplex Acies (ou linha tripĺa) era a formação mais comum no exército romano. Este modelo se dividia em três partes basicas:
- A "Acies Prima" (ou primeira linha): era a mais forte e mais ágil linha de defesa. Esta linha era consistuida por quatro coortes.
- A "Acies Secunda" (ou segunda linha): possuia três coortes. Seu objetivo na batalha era cobrir as aberturas que se formassem na primeira linha, fossem ocorridas pela queda de um homem, fossem ocorridas pelo aumento da distância entre os soldados conforme a luta prosseguia. Esta linha geralmente era constituída por soldados não tão bons quanto os da primeira.
- A "Acies Tertia" (ou terceira linha). Esta linha não muito equipada, constituída por 3 coortes era usada para proteger contra ataques vindos dos flancos e para o caso da segunda linha precisar de mais homens para exercer sua função.
Durante aproximadamente duzentos anos, o exército romando e a sua "triplex acies" eram praticamente invencíveis. A formação permitiu aos romanos vencerem repetidas vezes inimigos superiores tanto numericamente quando tecnicamente, como os Macedônios. Para auxiliar, a flexibilidade oferecida pela combinação de formação e disciplinas romanas permitiram aos romanos derrotarem ataques de elefantes e forças de cavalaria (os soldados abririam brechas para deixar a investida passar, para então fechar-la e destruí-la).